# Virág Mihály (kanonok)
Virág Mihály (Taszár, 1806. január 3. – Pécs, 1867. augusztus 19.) teológiai doktor, pécsi kanonok, tolnai főesperes.

## Élete
Varga Mihály és Fodor Katalin fia. Apját hároméves korában elvesztvén, anyjával Kaposvárra költözött, ahol a gimnáziumot végezte és a bölcseleti osztályt Zágrábban hallgatta. 1821. szeptember 5-én a pécsi növendékpapok közé vették föl; teológiai tanulmányait Pécsett és a pesti központi papnevelőben 1827-ben végezte. 1828 februárjában diakónus lelkész lett Mohácson és március 1-jén a püspöki udvarba hívták. 1829. január 6-án fölszentelték, február 11-én pedig a pesti egyetemen teológiai doktori oklevelet nyert. Márciusban Pécsváradra küldték káplánnak, innét 1831-ben Pécsre rendelték teológiai tanárnak; 1833-tól az egyháztörténetet és a kánonjogot adta elő. 1835 áprilisától könyvtárnok, 1846-től szentszéki ülnök, 1841. július 2-án paksi plébános lett; innét 1850-ben Kővágószőlősre helyezték át. 1851 őszén kanonok és a szeminárium rektora, 1860-ben bolyi apát, majd tolnai főesperes, a pécsi hittani kar igazgatója lett.

## Munkái
- Assertiones ex universa theologia. Pestini, 1829.
- A nagy pap és nagy hazafi példányképe. Halotti beszéd... Scitovszky János esztergomi érsekprímás gyászünnepélye alkalmára 1866. nov. 27. Pécs. 1866.